# Phryneta ephippiata
Phryneta ephippiata là một loài bọ cánh cứng trong họ Cerambycidae.